# Сьредниця-Якубовента
Сьредниця-Якубовента (пол. Średnica-Jakubowięta) — село в Польщі, у гміні Шепетово Високомазовецького повіту Підляського воєводства.
Населення — 61 особа (2011).
У 1975-1998 роках село належало до Ломжинського воєводства.

## Демографія
Демографічна структура станом на 31 березня 2011 року:
|          | Загалом | Допрацездатний вік | Працездатний вік | Постпрацездатний вік |
| -------- | ------- | ------------------ | ---------------- | -------------------- |
| Чоловіки | 36      | 5                  | 22               | 9                    |
| Жінки    | 25      | 3                  | 14               | 8                    |
| Разом    | 61      | 8                  | 36               | 17                   |